# Tabarka
Tabarka (numit și Tbarga de localnici) este un oraș în Guvernoratul Jendouba, Tunisia.